# Colegio Montúfar (Corredor Ecovía)
Colegio Montúfar es la decimoctava estación del sistema integrado Ecovía inicialmente inaugurada en el año 2007 cuya iconografía era la silueta del portón de la reconocida institución educativa del mismo nombre, esta estación funcionó hasta cerca del año 2010 donde se operaba el antiguo C1 que avanzaba desde este punto hasta el sector de la Plaza Argentina, donde se utilizaban los articulados volvo, este andén junto con toda la extensión hasta el andén El Censo fueron cerrados por problemas en la circulación.
En el año 2012 el andén junto con el resto de paradas asentadas en la avenida Napo fueron reabiertas como parte de la extensión sur del sistema Ecovía, como dato curiosos esta estación de las 4 inauguradas en el año 2007 fue la única que conservó su nombre inicial y solo una pequeña variación en la iconografía que siguió siendo el portón de la unidad educativa.
El Colegio Nacional Juan Pío Montúfar fue inaugurado en el gobierno del presidente Carlos Arroyo del Río data del 20 de octubre de 1942, destacando como uno de los colegios más emblemáticos y antiguos de la capital, llevando el nombre de uno de los personajes más importantes de la historia del país Juan Pío Montúfar quien fue Marqués de Selva Alegre que estuvo al frente de la Primera Junta de Gobierno Autonomía de Quito, el colegio contó con diversas instalaciones hasta que el año 1964 ocupa el lugar que se le conoce actualmente.
El andén es de mucha afluencia gracias al colegio pero lamentablemente este ha sido víctima de actos de vandalismo por las constantes manifestaciones del colegio por lo cual se encuentra algo descuidado y de igual manera este andén es muy largo.